# Le Complot des clans
Série
L'Île de la bête
(1978)
Pour plus de détails, voir Fiche technique et Distribution.
Le Complot des Clans (楚留香, Chu liu xiang) est un film réalisé par Chu Yuan, sorti en 1977.

## Synopsis
Chu Liu-xiang (Ti Lung), un beau et redoutable bretteur, voyage en compagnie de ses disciples féminines. Alors qu'il dîne en compagnie de ses amis maître Nangong et le moine Wu Hua (Yueh Hua], il est attaqué par une disciple du Palais de l'eau magique (Nora Miao) qui l'accuse d'avoir volé leur eau magique pour empoisonner trois chefs de clans. Chu Liu-xiang a un mois pour découvrir l'identité du tueur avant d'être tué.

## Fiche technique
- Titre : Le Complot des Clans
- Titre original : 楚留香, Chu liu xiang / Clans of Intrigue
- Réalisation : Chu Yuan
- Scénario : Ni Kuang, d'après les romans de la trilogie Chǔ Líuxiāng Chuánqí de Gu Long
- Direction des combats : Tang Chia, Huang Pei-chi
- Société de production : Shaw Brothers
- Pays d'origine :  Hong Kong
- Durée : 102 minutes
- Format : Couleurs - 2,35:1 - Mono - 35 mm
- Genre : Wu xia pian (film de chevalier errant / film de sabre chinois)
- Date de sortie : 5 mars 1977

## Distribution
- Ti Lung : Chu Liu-xiang
- Yueh Hua : Wu Hua
- Nora Miao : Gong Nan-yan
- Betty Pei Ti : princesse Yin Ji
- Li Ching : Perle noire
- Ling Yun : Yi Tien-hung
- Ku Feng : Maître Leng Chiu-yun
- Yuen Wah : ninja d'Iga
- Tsang Choh-lam : un joueur